# Trophée des centres de formation
Le Tournoi Européen U21 se déroule tous les ans fin juillet à Ploufragan, dans les Côtes-d'Armor.
Ce tournoi amical oppose des équipes U21. Il se déroule sur trois jours au Centre technique Bretagne Henri-Guérin, du nom de l'ancien joueur du Stade rennais et sélectionneur de l'équipe de France. 
En 2014, le tournoi devient international avec la participation du Tottenham Hotspur FC.
En 2015, le tournoi prend le nom de Tournoi européen des Centres U21 et est remporté pour la première fois par une équipe étrangère, le RSC Annderlecht.

## Palmarès

### Résultat des finales
| Date            | Vainqueur                      | Finaliste         | Score            |
| --------------- | ------------------------------ | ----------------- | ---------------- |
| 25 juillet 2005 | Toulouse FC                    | Stade rennais     | 1-0              |
| 30 juillet 2006 | Le Havre AC                    | RC Lens           | 2-2              |
| 29 juillet 2007 | FC Girondins de Bordeaux       | RC Lens           | -                |
| 28 juillet 2008 | FC Girondins de Bordeaux       | Stade rennais     | 1-0              |
| 26 juillet 2009 | En Avant Guingamp              | Le Havre AC       | 1-0              |
| 25 juillet 2010 | Montpellier HSC                | Toulouse FC       | 1-1 (6-5 t.a.b.) |
| 24 juillet 2011 | RC Lens                        | AS Saint-Étienne  | 3-0              |
| 29 juillet 2012 | Stade rennais                  | RC Lens           | 3-0              |
| 28 juillet 2013 | Stade rennais                  | RC Lens           | 2-1              |
| 27 juillet 2014 | FC Lorient                     | Stade rennais     | 1-1 (3-2 t.a.b.) |
| 26 juillet 2015 | Royal Sporting Club Anderlecht | En Avant Guingamp | 0-0 (4-3 t.a.b.) |
| 31 juillet 2016 | Stade rennais                  | Leicester City    | 1-0              |
| 30 juillet 2017 | Tottenham Hotspur FC           | Standard de Liège | 2-2              |
| 29 juillet 2018 | Paris SG                       | AS Monaco         | 1-0              |
| 28 juillet 2019 | Standard de Liège              | Stade rennais     | 1-1 (3-2 t.a.b.) |
| 2020            |                                |                   |                  |
| 2021            |                                |                   |                  |
| 31 juillet 2022 |                                |                   |                  |

### Meilleur joueur du tournoi
Le tableau suivant liste les joueurs ayant été récompensés du titre de meilleur joueur du tournoi. Chaque année, un « meilleur gardien » et un « meilleur espoir » sont également récompensés,.
| Edition | Meilleur joueur                     | Meilleur gardien                         | Meilleur espoir               |
| ------- | ----------------------------------- | ---------------------------------------- | ----------------------------- |
| 1998    | Charles Devineau (FC Nantes)        |                                          |                               |
| 1999    | Jean-Michel Lesage (Le Havre AC)    |                                          |                               |
| 2000    | Jonathan Guillou (Stade rennais)    |                                          |                               |
| 2001    | Anthony Le Tallec (Le Havre AC)     |                                          |                               |
| 2002    | Étienne Didot (Stade rennais)       |                                          |                               |
| 2003    | Mounir Diane (RC Lens)              |                                          |                               |
| 2004    | Emelson Rosario (RC Lens)           |                                          |                               |
| 2005    | Simon Feindouno (RC Lens)           |                                          |                               |
| 2006    | Nolan Roux (RC Lens)                |                                          |                               |
| 2007    | Damien Le Tallec (Stade rennais)    |                                          |                               |
| 2008    | Yacine Brahimi (Stade rennais)      |                                          |                               |
| 2009    | Idriss Saadi (AS Saint-Étienne)     |                                          |                               |
| 2010    | Wissam Ben Yedder (Toulouse FC)     |                                          |                               |
| 2011    | Abdoulaye Doucouré (Stade rennais)  | Brice Samba (Le Havre AC)                | Rachid Aït-Atmane (RC Lens)   |
| 2012    | Kamel Chergui (AS Saint-Étienne)    | Christoffer Mafoumbi (RC Lens)           | Wesley Saïd (Stade rennais)   |
| 2013    | Pierre-Yves Hamel (Stade rennais)   | Guillaume Lesec (Stade lavallois)        | Ahmad Allée (Stade rennais)   |
| 2014    | Mohamed Mara (FC Lorient)           | Florian Escales (Ol. Marseille)          | Sabri Toufiqui (SM Caen)      |
| 2015    | Ismail Azzaoui (Tottenham Hotspur)  | Liam Bossin (RSC Anderlecht)             | Ludovic Blas (EA Guingamp)    |
| 2016    | Alexis Claude-Maurice (FC Lorient)  | Victor Pelleray (Stade rennais)          | Mattéo Guendouzi (FC Lorient) |
| 2017    | Keanan Bennetts (Tottenham Hotspur) | Killian Le Roy (En Avant de Guingamp)    | Julien Ponceau (FC Lorient)   |
| 2018    | Edmond Maghoma (Tottenham Hotspur)  | Teddy Boulhendi (OGC Nice)               | Timothée Pembélé (Paris SG)   |
| 2019    | Joachim Carcela (Standard de Liège) | Evangelos Patoulidis (Standard de Liège) | Jules Rolland (OGC Nice)      |
| 2020    |                                     |                                          |                               |
| 2021    |                                     |                                          |                               |
| 2022    |                                     |                                          |                               |